# 녹산항 (거제시)
녹산항은 경상남도 거제시 둔덕면 술역리에 있는 어항이다. 2003년 2월 3일 어촌정주어항으로 지정하여 관리하고 있다. 시설관리자는 거제시장이다.

## 어항 연혁
- 하둔(下屯)에 옛날 여객선 부두가 있었으나 수심이 얕고 간조시에는 간석지가 되므로 해방후 녹산 부두로 옮겼으며 바로 앞에 딴녹섬 또는 소록도(小麓島)가 있어 녹산(鹿山)이라 하였다.

## 어항 구역
- 수역: 미지정(거제시 둔덕면 술역리 30-37번지 수역)
- 육역: 미지정

## 어항 시설
- 물양장, 선착장

## 주요 어종
- 굴, 장어, 감성돔, 멍게